# 小行星36060
小行星36060（36060 Babuška）是一颗绕太阳运转的小行星，为主小行星带小行星。该小行星于1999年9月14日发现。
該小行星以捷克裔美國數學家伊沃·巴布什卡命名。

## 轨道参数
小行星36060的轨道半长轴为2.5915835 UA，离心率为0.207。